# 洛丽-安·闵采尔
洛丽-安·闵采尔（德語：Lori-Ann Muenzer，1966年5月21日—），加拿大女子自行车运动员。她曾代表加拿大参加2000年和2004年夏季奥林匹克运动会自行车比赛，其中2004年奥运会获得一枚金牌。